# Station Wrocław Kowale
Station Wrocław Kowale is een spoorwegstation in de Poolse plaats Wrocław.